# Toneel (vloer)

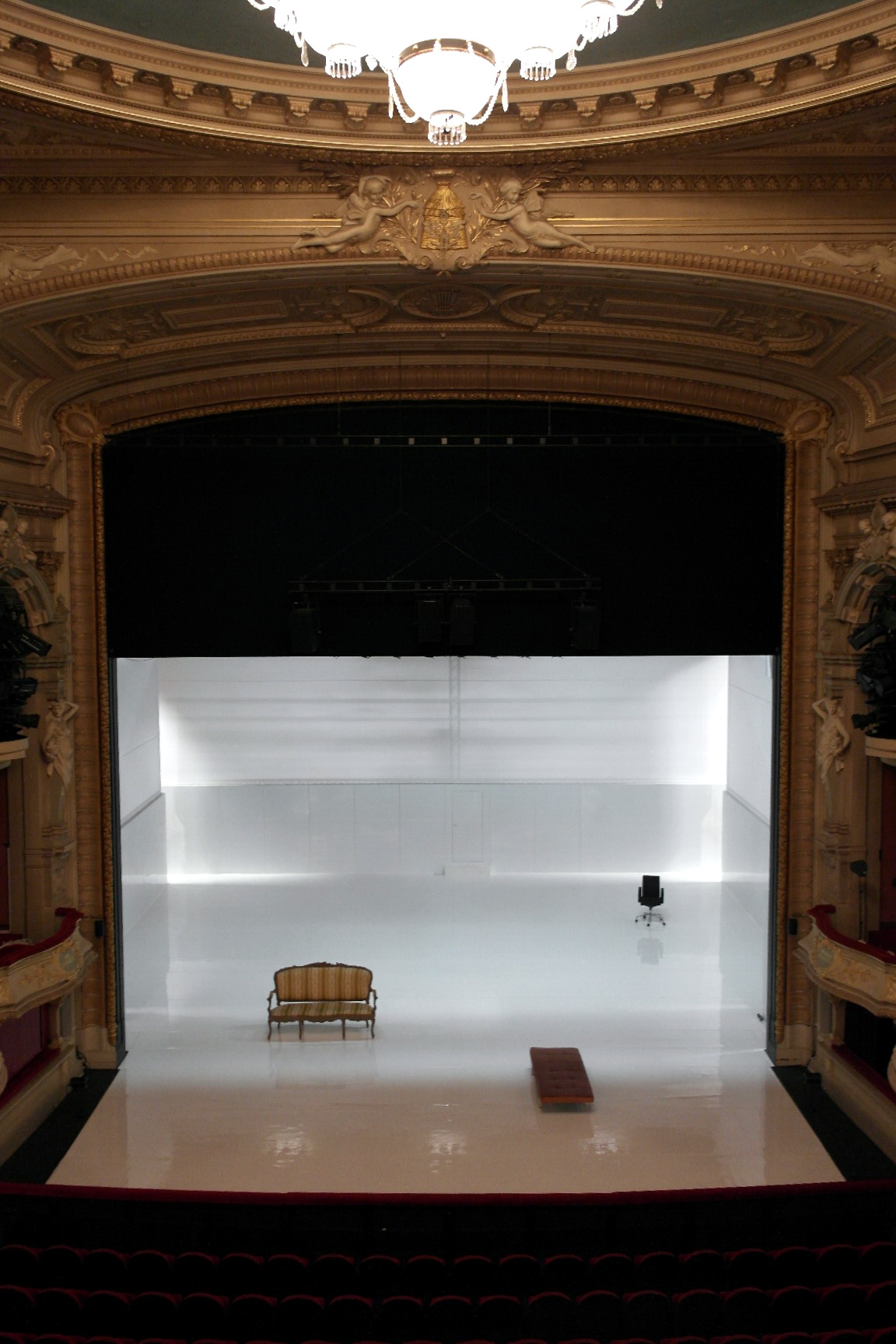
Amsterdam, Stadsschouwburg, zicht op het podium

Het toneel is het podium waar acteurs hun kunsten ten uitvoering brengen. Het toneel is een centraal onderdeel in een theatergebouw, maar komt ook voor op scholen, verenigingsgebouwen en culturele centra. Het toneel bestaat veelal uit een houten vloer bestaande uit planken, vandaar de uitdrukking “op de planken staan”. Het hout van een toneel is een speciale houtsoort waarin goed geschroefd kan worden. Na enkele dagen zijn de schroefgaten geheel verdwenen. 
Een toneel wordt in de meeste gevallen geflankeerd door twee zijtonelen en een achtertoneel. Hierop worden de decors voor de voorstelling voorbereid om op gechangeerd te worden. De voorkant van het toneel zit aan de zaalkant en heet dan ook het voortoneel. Soms bevat het toneel een extra verhoging (podium) voor bijvoorbeeld een drummer.
Heel vroeger werd er op een toneel alleen een verhaal uitgebeeld (een toneelstuk). Tegenwoordig wordt er een grote variëteit ten tonele gebracht: opera, operette, dans, cabaret, musicals en ook popmuziek.
De dagelijkse leiding op een toneel is in handen van de toneelmeester. Hij hoort bij het theater. Zijn reizende collega hoort bij het gezelschap en wordt inspiciënt genoemd.

## Fluiten
Oudere acteurs zullen zeggen dat je op een toneel niet mag fluiten. Er zijn verschillende redenen hiervoor:
1. Vroeger, toen er nog geen intercomsystemen waren, brachten toneeltechnici hun tekens over door te fluiten. Iemand die een vrolijk wijsje floot bracht dan verwarring in de signalen en kon voor onverwachte dingen zorgen.
2. Toen er nog geen elektrisch licht was, gebruikte men gaslampen voor het belichten. Als het vlammetje uitwaaide, maakte de lamp een fluittoontje. Dit toontje was het teken van gas op de vloer en dat kan erg gevaarlijk zijn.  Wie liep te fluiten voor zijn plezier kon iemand de stuipen op het lijf jagen.